# Минигулова, Нурсиля Харисовна
Минигулова Нурсиля Харисовна (род. 22 марта 1965 года) - спортсменка. Мастер спорта России международного класса (1999) по  зимнему полиатлону. 

## Биография
Минигулова Нурсиля Харисовна родилась 22 марта 1965 года в д. Волково Уфимского района БАССР.
В 1991 году окончила Башкирский государственный педагогический институт.
В 1993 - 2003 годах входила в сборную команду России по  зимнему полиатлону. С 1988 года работает учителем физкультуры в д. Алексеевка Уфимского района РБ .

## Достижения
- Чемпион мира (1998, 2000, 2002)
- Обладатель Кубка мира (1998) и России (2001 - 2003)
- Серебряный призёр чемпионатов мира (1994) и России (1999 — 2001, 2003), Кубков мира (2001) и России (1993, 1996, 1999, 2000)
- Бронзовый призёр Кубков мира (1996, 1999) и чемпионатов России (1994, 1998).